# O Petardo (jornal)
O Petardo publicou-se na cidade do Porto entre julho de 1902 e outubro de 1910. Tratou-se de um jornal católico, de periodicidade quinzenal, coordenado pelo padre Benevenuto de Sousa e editado por António Pacheco. O seu conteúdo procurava passar uma mensagem moralizadora a uma sociedade que qualificam de egoísta, promiscua, distante dos ensinamentos da igreja e das boas tradições familiares, prometendo “trabalhar para introduzir, nesta atmosfera corrupta e pesada, o puro oxigénio da virtude”. Fá-lo através de uma imprensa jocosa e bem humorada com caricaturas, como os próprios afirmam: “Rindo e brincando se faz propaganda duma ideia nobre e santa. Rindo e brincando se ridiculariza uma ideia perniciosa e condenável”. Quanto aos seus colaboradores, eles assinam mas permanecem incógnitos, já que uma das condições para colaborar no Petardo (além de ter graça!) era o uso de pseudónimos.